# Павло Сенюта
Павло-Христофор Сенюта (1589–1640) — руський шляхтич, покровитель (протектор) аріянства (соцініянства) на Волині.

## Життєпис
Син войського крем'янецького Федора Сенюти (†по 1595), який спочатку був православним, а потім став кальвіністом, та його дружини Катажини — ревної аріянки, доньки люблінського воєводи Миколая Фірлея (1531—1588). Стрийко Петра Сенюти. Про нього часто писали як про «ревного протектора соцініянства».
Його старший брат Авраам Сенюта народився у родинних Ляхівцях; разом з ним навчався за кордоном під опікою прецептора Яна Ґротковського. 22 червня 1603 всі троє записались навчатись до університету Гайдельберґу. В листопаді 1603 Гайдельберзький магістрат покарав Сенют значним грошовим штрафом через їх авантюру в місцевому костелі з родичем — студентом Яном Павлом Дуніковським. 1605 року тут вийшла збірка віршів випускників університету за сприяння Яна Боґуша, де були твори обох Сенютів. 1 грудня 1605 двоє братів Сенют та Ян Ґротковський записались навчатись до університету в Лейдені.
Після повернення додому взявся до господарювання в маєтках на Волині: Ляхівці (1629 року мали 355 димів), Корниця, Коритниця.
Спочатку сповідував аріанство, потім католицизм на знак вдячності за зцілення від хвороби. Через це сприяв переселенню до Ляхівців домініканців, яким фундаційним актом від 13 серпня 1612 року запевнив значні кошти для діяльності. Також обіцяв «не толерувати» «дисидентів» (православних, протестантів) у власних маєтностях, забирати в них майно, передавати католикам. У 1613 році мав паломництво до Італії (відвідав Рим, Падую, на зворотній дорозі Альтдорф). Тоді несподівано змінив визнання на аріанство (за іншими даними, після повернення з-за кордону почав пропагувати у своїх маєтностях социніанство) через ставлення католиків до «реліквій» (мощей). За Станіславом Любенецьким, на думку Сенюти, католики не дуже їх шанували. З Риму повернувся переконаним аріянином.
У жовтні 1616 року приєднався до «Братів польських», надав фундуш для їх школи, дому зібрань. Через це почались процеси з домініканцями Ляхівців, що тривали від 1622-го. За його сприяння аріяни 10 вересня 1626 знищили розпяття під Ляхівцями. Любельський трибунал вироком 14 липня 1628 року наказав йому вигнати всіх «предикантів» та вчителів-аріян з маєтків протягом 6-ти місяців. Але через кілька тижнів вони повернулись назад. За його сприяння Ляхівці стали 3-м головним осередком аріянства на Волині після Гощі, Кисилина.
Тривалі процеси з домініканцями Ляхівців (розпочались принаймні у 1622) завершились втручанням короля Владислава IV, який звернувся до керівників Польської провінції ордену, генерала ордену. Ті наказали монахам «не турбувати П. Х. Сенюту».
Його маєтності-волості одідичив небіж Петро Сенюта.

### Сім'я
Дружина — аріянка Катерина Немирич, донька київського підкоморія Стефана Немирича. Дітей не мали. У рік смерті чоловіка вийшла за поета, кальвініста Анджея Лещинського). Щедро підтримувала діяльність аріянського збору в Кисилині.